# Sam Jones (cestista 1933)
Samuel Jones, detto Sam (Wilmington, 24 giugno 1933 – 30 dicembre 2021), è stato un cestista e allenatore di pallacanestro statunitense, professionista nell'NBA.
Soprannominato The Shooter ("Il tiratore"), giocò per 12 anni nei Boston Celtics, in cui vinse 10 titoli su 11 finali.fu il primo a fare 50 punti con sole triple in NBA 

## Carriera

### College
Sam Jones si mise in luce con una brillante carriera sportiva alla North Carolina Central University dove realizzò 1770 punti nella formazione guidata dell'allenatore John McLendon, che diverrà membro della Basketball Hall of Fame. Già scelto dalla squadra NBA dei Minneapolis Lakers ancor prima di terminare gli studi, prestò il servizio militare prima di laurearsi e quindi ritornò al college per concludere gli studi. Ciò gli consentì di rientrare nel giro delle scelte, e ad approfittarne furono i Boston Celtics.

### NBA
Jones fu scelto al primo giro del draft dai Boston Celtics nel 1957. Per questa squadra disputerà 12 campionati vincendone ben 10 (secondo solo a Bill Russell che ne vinse 11). Alto 1,93 m per 97 kg di peso, giocava nel ruolo di guardia tiratrice. Dotato di un'altezza considerevole per una guardia in quegli anni, Jones era soprattutto un realizzatore: per il suo tiro micidiale venne soprannominato The Shooter. Vanta uno score personale di oltre 15.000 punti collezionati in carriera.
Jones partecipò anche a cinque NBA All-Star Game, ed è menzionato come la quarta miglior guardia della NBA negli anni sessanta, dietro Oscar Robertson, Jerry West e Hal Greer. Formò insieme a K.C. Jones una formidabile coppia di guardie, chiamata "Jones Boys".
Per quattro anni consecutivi (dal 1965 al 1968) mantenne una media stagionale di oltre 20 punti a partita, con un massimo di 51 in un singolo incontro (quarto più alto nella storia di Boston). Per tre stagioni (1962-63, 1964-65 e 1965-66) fu il miglior realizzatore dei Celtics. Ha segnato complessivamente 2.909 punti in 154 partite di play-off disputate.

## Il ritiro e le successive attività
Dopo essersi ritirato dall'attività agonistica, Sam Jones iniziò ad insegnare in una scuola di Montgomery County, in Maryland. Nel 1970 fu convocato nella squadra celebrativa del 25º anniversario della NBA; successivamente, nel 1984 fu eletto nella Basketball Hall of Fame e nel 1996 fu inserito nei 50 migliori giocatori del cinquantenario della NBA. La sua maglia n. 24 è stata ritirata dai Boston Celtics.
Era padre dell'attore Sam Jones III.
È morto il 30 dicembre 2021, all'età di 88 anni.

## Statistiche
| † | Denota le stagioni in cui ha vinto il titolo |
| * | Primo nella lega                             |

### NBA

#### Regular Season
| Anno       | Squadra        | PG  | PT | MP   | TC%  | 3P% | TL%  | RP  | AP  | PRP | SP | PP   |
| ---------- | -------------- | --- | -- | ---- | ---- | --- | ---- | --- | --- | --- | -- | ---- |
| 1957-1958  | Boston Celtics | 56  | -  | 10,6 | 42,9 | -   | 71,4 | 2,9 | 0,7 | -   | -  | 4,6  |
| 1958-1959† | Boston Celtics | 71  | -  | 20,6 | 43,4 | -   | 77,0 | 6,0 | 1,4 | -   | -  | 10,7 |
| 1959-1960† | Boston Celtics | 74  | -  | 20,4 | 45,4 | -   | 76,4 | 5,1 | 1,7 | -   | -  | 11,9 |
| 1960-1961† | Boston Celtics | 78  | -  | 26,0 | 44,9 | -   | 78,7 | 5,4 | 2,8 | -   | -  | 15,0 |
| 1961-1962† | Boston Celtics | 78  | -  | 30,6 | 46,4 | -   | 81,8 | 5,9 | 3,0 | -   | -  | 18,4 |
| 1962-1963† | Boston Celtics | 76  | -  | 30,6 | 47,6 | -   | 79,3 | 5,2 | 3,2 | -   | -  | 19,7 |
| 1963-1964† | Boston Celtics | 76  | -  | 31,3 | 45,0 | -   | 78,3 | 4,6 | 2,7 | -   | -  | 19,4 |
| 1964-1965† | Boston Celtics | 80* | -  | 36,1 | 45,2 | -   | 82,0 | 5,1 | 2,8 | -   | -  | 25,9 |
| 1965-1966  | Boston Celtics | 67  | -  | 32,2 | 46,9 | -   | 79,9 | 5,2 | 3,2 | -   | -  | 23,5 |
| 1966-1967† | Boston Celtics | 72  | -  | 32,3 | 45,4 | -   | 85,7 | 4,7 | 3,0 | -   | -  | 22,1 |
| 1967-1968† | Boston Celtics | 73  | -  | 33,0 | 46,1 | -   | 82,7 | 4,9 | 3,0 | -   | -  | 21,3 |
| 1968-1969† | Boston Celtics | 70  | -  | 26,0 | 45,0 | -   | 78,3 | 3,8 | 2,6 | -   | -  | 16,3 |
| Carriera   | Carriera       | 871 | -  | 27,9 | 45,6 | -   | 80,3 | 4,9 | 2,5 | -   | -  | 17,7 |

#### Playoffs
| Anno     | Squadra        | PG  | PT | MP   | TC%  | 3P% | TL%  | RP  | AP  | PRP | SP | PP   |
| -------- | -------------- | --- | -- | ---- | ---- | --- | ---- | --- | --- | --- | -- | ---- |
| 1958     | Boston Celtics | 8   | -  | 9,4  | 45,5 | -   | 68,8 | 3,0 | 0,5 | -   | -  | 3,9  |
| 1959†    | Boston Celtics | 11  | -  | 17,5 | 37,0 | -   | 84,6 | 5,7 | 1,5 | -   | -  | 10,3 |
| 1960†    | Boston Celtics | 13  | -  | 15,2 | 38,5 | -   | 81,0 | 3,2 | 1,4 | -   | -  | 8,2  |
| 1961†    | Boston Celtics | 10  | -  | 25,8 | 44,6 | -   | 88,6 | 5,4 | 2,2 | -   | -  | 13,1 |
| 1962†    | Boston Celtics | 14* | -  | 36,0 | 44,4 | -   | 70,0 | 7,1 | 3,1 | -   | -  | 20,6 |
| 1963†    | Boston Celtics | 13* | -  | 34,6 | 48,4 | -   | 83,1 | 6,2 | 2,5 | -   | -  | 23,8 |
| 1964†    | Boston Celtics | 10  | -  | 35,6 | 50,6 | -   | 73,5 | 4,7 | 2,3 | -   | -  | 23,2 |
| 1965†    | Boston Celtics | 12* | -  | 41,3 | 45,9 | -   | 86,9 | 4,6 | 2,5 | -   | -  | 28,6 |
| 1966     | Boston Celtics | 17* | -  | 35,4 | 44,9 | -   | 83,8 | 5,1 | 3,1 | -   | -  | 24,8 |
| 1967†    | Boston Celtics | 9   | -  | 36,2 | 45,9 | -   | 86,2 | 5,1 | 3,1 | -   | -  | 26,7 |
| 1968†    | Boston Celtics | 19* | -  | 36,1 | 44,1 | -   | 78,6 | 3,4 | 2,6 | -   | -  | 20,5 |
| 1969†    | Boston Celtics | 18* | -  | 28,6 | 41,9 | -   | 79,7 | 3,2 | 2,1 | -   | -  | 16,8 |
| Carriera | Carriera       | 154 | -  | 30,2 | 44,7 | -   | 81,1 | 4,7 | 2,3 | -   | -  | 18,9 |

## Palmarès

### Giocatore
- Campionato NBA: 10

Boston Celtics: 1959, 1960, 1961, 1962, 1963, 1964, 1965, 1966, 1968, 1969
- Incluso tra i 10 migliori giocatori nel venticinquesimo anniversario della NBA
- Inserito tra i 50 migliori giocatori del cinquantenario della NBA
- Inserito nel NBA 75th Anniversary Team